# アーレイ・ミルズ
アーレイ・ミルズ（Alley Mills、1951年5月9日 - ）は、アメリカ合衆国の女優。イリノイ州出身。夫は作家のオーソン・ビーン。

## 来歴
イリノイ州シカゴに生まれ、主にテレビで活躍する。代表的に知られている役柄として『素晴らしき日々』シリーズのフレッド・サベージ演じるケヴィン少年の母親であるノーマ・アーノルド役。この役で、演じた当時は未婚であったにもかかわらずダン・ラウリア演じる寡黙な夫と家族を影でそっと支える心優しい母親を喜々として演じて、高い評価を得る。同シリーズ終了後もテレビや舞台などで活動を続けており、その他の代表的な作品としては「ドクタークイン 大西部の女医物語」の主役、ミケーラの姉のマージョリー・クイン役がある。
現在はロサンゼルス在住。

## 出演作品
- Julia（1968年）
- 素晴らしき日々（1988年 - 1993年）
- ロザンヌ Roseanne（1995年）
- ドクタークイン 大西部の女医物語（1993年 - 1998年）
- NYPDブルー NYPD Blue（2000年）
- サブリナ Sabrina, the Teenage Witch（2002年、2003年）